# Rivière aux Orignaux
Rivière aux Orignaux är ett vattendrag i Kanada.   Det ligger i provinsen Québec, i den sydöstra delen av landet, 290 km öster om huvudstaden Ottawa.
I omgivningarna runt Rivière aux Orignaux växer i huvudsak blandskog. Runt Rivière aux Orignaux är det mycket glesbefolkat, med 6 invånare per kvadratkilometer.